# Amadou Cheiffou
Amadou Cheiffou (ur. 1942) – nigeryjski polityk. Sprawował funkcję szefa rządu od 27 października 1991 r. do 17 kwietnia 1993 r. Cheiffou kandydował z ramienia partii Wiec Demokratyczno-Społeczny (RSD-Gaskiya) w wyborach prezydenckich zwołanych 16 listopada 2004 r. i zajął czwarte miejsce sześciu kandydatów, zdobywając 6,35% głosów.
Cheiffou jest absolwentem École nationale de l’aviation civile.